# Leticia Calderón León
Leticia Calderón León (espanyol de Mèxic: Carmen Leticia Calderón León)  (Heroica Guaymas de Zaragoza, 15 de juliol de 1968) és una actriu mexicana. Va viure a Alvarado, Veracruz, Guaymas, Sonora i La Paz abans d'anar a México D.F. on va estudiar al Centro de Capacitación de Televisa.
Ha participat en diverses telenovel·les i obres de teatre. Un dels seus papers més importants va ser el d'Esmeralda de la sèrie homònima, una telenovel·la de gran èxit especialment en països de l'Europa de l'Est.
Es va retirar 8 anys (2000- 2008), per a cuidar dels seus fills, especialment de Luciano, que té la Síndrome de Down.
L'any 2008, Leticia va participar en la sèrie Mujeres asesinas, en el primer episodi del programa originalment titulat Sonia desalmanda al costat de Juan Soler i Grettel Valdéz.
El 2008, va actuar com a antagonista a En nombre del amor. Va interpretar la germana del personatge de Victoria Ruffo.

## Telenovel·les
- Camaleones (2009)
- En nombre del amor (2008-2009)[5]
- Mujeres asesinas (2008)[3]
- Hoy (2006-2007)
- Laberintos de pasión (1999)
- Esmeralda (1997)
- La antorcha encendida (1996)
- Entre la vida y la muerte (1993)
- Valeria y Maximiliano (1992)
- Yo compro esa mujer (1990)
- La casa al final de la calle (1989)
- La Indomable (1987)
- El camino secreto (1986).
- Monte calvario (1986)
- Principessa (1984)
- Bianca Vidal (1982)
- Amalia Batista (1983)
- Chispita (1982)